# 강인여객
강인여객(江仁旅客)은 인천광역시의 시내버스 회사이며 주로 좌석버스와 영종도버스를 취급하고 있다. 1979년 4월 3일에 설립하였고, 본사는 인천광역시 부평구 백범로 570 (십정동)에 위치한다. 계열사로 강인교통, 미래교통, 청라교통, 강인산업이 있다.

## 주요 연혁
- 1979년 4월 3일: 경기도 인천시 북구(현 인천광역시 부평구) 십정동 261-2에 강인여객 주식회사 설립.
- 1993년 12월 20일: 인천직할시 남구 연수택지개발지구 25블럭 102로트에 지점 설치.

### 인천국제공항 개항 이전
현재 이 회사는 다수의 공항버스노선을 운행하고 있으며, 이를 감안하여 연혁을 구분하였다.
실제로 연혁 중 영종도버스를 제외한 모든 부분은 좌석버스에 관한 것이다.
1992년 당시에는 마을버스 북구 13번(계양구 13번/현재 581번), 남구 13번(연수구 13번/현재 522번)을 운행였으나, 도중 매각하였다.
1998년 5월에는 경인여객 좌석버스를 인수하였고, 1998년 9월에는 경향여객, 영종운수, 제물포버스, 대진운수의 좌석버스를 인수해 운영해왔고, 1998년 10월에는 부성여객 좌석버스를 인수했으며, 1999년 2월에는 동화운수 좌석버스를 인수, 마지막으로 1999년 4월에는 송도버스 좌석버스를 인수해 지금의 좌석버스 단일업체가 되었다. 1998년 9월에는 좌석버스 고정배차제(당시 101번(2001년 폐선), 103번, 105번(05년 112번과 통폐합), 107번(98년 폐선),135번)를 시행하여 좌석버스의 고급화 운행을 시행하게 되었다.
2000년에 인천시내버스 1차 고정배차제 시행으로 아래의 노선을 운영하였다.
- ● 11번: 문학경기장-터미널-길병원-간석4-만수주공-대공원-송내역 (2001년 개통) (2002년 부일운수에 매각)
- ● 22번: 원창동-목재단지-동인천-제물포-터미널-남동등기소-시흥시 은행지구 (2002년 인천버스(현 원진운수)에 매각)
- ● 46번: 청라국제도시역-거북시장-제물포역-동인천-송도역-동춘동 (2002년 서해운수(현 신흥교통)에 매각)

### 인천국제공항 개항과 신공항여객 노선의 인수
강인여객은 2001년 인천국제공항 개항에 맞춰 111번(당시 인천터미널-부평역-갈산동-계산역-서부공단-인천국제공항)를 운행하는 업체로 선정되어 운행했고, 300번(인천국제공항-서부공단-계산역-신대진아파트-김포공항-송정역-발산역-당산역-영등포역) 개통이 예정되었으나 차량출고 지연으로 보류 신공항여객이 인수받았다. 그 이후에는 화물터미널 이용승객의 편의를 위해 111-1번(당시 구터미널-동인천역-재능대학-석남동-가정5거리-서구청-서부공단-공항신도시-인천공항 화물터미널)노선을 개통했다. 2002년 2월에는 기존의 111-1번 좌석버스 노선을 112번으로 번호만 변경하였다.
2002년 하반기에는 인천시내의 좌석버스 이용객 급감으로 좌석버스 요금 할인제를 시행, 당시 기존 1200원의 좌석버스 요금을 1000원(카드 900원)으로 파격적인 인하하여 좌석버스 이용률을 늘리는 데 일등공신 역할을 해왔다.
또한 2003년 신공항여객의 도산으로 인해 노선을 인수하여 운행하게 되었다.
- ● 300번 (당시 인천국제공항-서부공단-계산역-신대진아파트-김포공항-송정역-발산역-당산역-영등포역) (2007년 2월 선진여객에 양도)
- ● 301번 (당시 을왕리해수욕장-인천국제공항-김포공항-송정역-발산역-당산역-영등포역)
- ● 302번 (당시 인천국제공항-서부공단-계산역-계산신도시-부천테크노파크-부천터미널-복사골문화센터-송내역)
- ● 306번 (을왕리해수욕장-인천국제공항-서부공단-동인천역-신포시장-인천역)
- ● 223번 (인천국제공항-이마트-공항신도시)

### 강인여객과 영종도시내버스
앞서 신공항버스가 운행하던 223번 노선을 인수한 것을 확인하였다.
2005년에는 영종도시내버스 사업자였던 무의운수의 한정면허가 끝남에 따라 이 회사가 운행하던 202번, 203번, 221번, 222번의 노선을 대신 운행하게 되었다. 이 해에는 용현운수 명의만 빌려서 운행했었던 710번(공항신도시-계산역)의 정식적인 양도와 112번의 운행구간 단축이 일어난 해이기도 하다.
2009년 7월에는 강인여객은 영종도 노선이 준공영제 참여노선에서 제외되고 적자폭이 크기 때문에 223번을 제외한 나머지 노선(202번, 203번, 221번, 222번)을 인천시에 반납하였다. 영종운수가 4개 노선 매각에 낙찰되어서 현재는 영종운수가 202번, 203번, 221번, 222번을 운행하고 있다.

### 112번의 노선변경
112번은 애초에 화물터미널 이용 승객의 편의를 위하여 111번에 뒤이어 111-1번으로 개설된 노선이다. 이 노선은 번호 변경과 더불어 수 차례 노선이 변경되어 왔다.
이 노선에 관한 연혁을 정리해보면 다음과 같다.
- 2002년 2월에는 기존의 111-1번 좌석버스 노선을 112번으로 번호만 변경하였다.
- 2003년 상반기 동인천역 종점이었던 112번은 신설예정이었던 113번을 통합해 연안부두로 노선을 연장했으나, 하반기에 다시 동인천역으로 변경되었다.
- 112번 좌석버스의 운행 수입저조로 2005년 10월 말경 105번 버스를 통합하여 통합 112번으로 기존의 105번 노선의 가정5거리와 서구청-서부공단-공항신도시-화물터미널의 112번을 통합하여 운행해왔으나, 인천광역시의 좌석버스 환승제 시행으로 112번의 공항신도시-화물터미널 구간의 운행은 710번으로 대체하였으며, 그 대신 112번은 공항좌석버스에서 시내일반좌석버스로 전환되어 서구청(서부공단)으로 노선이 단축되었다.
- 2009년 1월 30일 노선개편에 맞추어 노선을 기존의 동춘동~서구청(서부공단)에서 동춘동~송림동 풍림아파트로 단축됨과 동시에 간선형 시내버스로 전환되었다.
- 대부분의 구간이 46번과 겹치는 노선이었으며 이후 한화지구- 십정동 강인여객으로 연장 되었다.
- 운행회사도 동사인 청라교통으로 이관되었다.
- 2016년 7월 30일 십정동 강인여객 - 부평역 - 원적산터널 - 가좌공단 - 동인천역 - 연수구 동춘동으로 변경 운행중이다.

### 700번과 701번
한편 인천광역시에서는 강화도 주민들의 교통편의를 위해 700번과 701번을 한정면허 공모하였는데, 이에 강인여객이 입찰하여 운행하게 되었고, 화도에서 계산역으로 운행했던 701번의 부진으로 700번 인천시내구간을 동일하게 운행하다가 2007년 1월 21일 강화선진버스에 두 노선을 매각하였고, 그 대신에 김포선진여객(현 고양교통)이 운행했던 1000번(현 308번)(김포북변시외버스터미널-김포시청-풍무동-원당,당하지구-경서지구-서부공단-인천국제공항)을 인수받아 운행하고 있다.
강인여객이 가지고 있던 버스 노선 중에서 700번과 701번은 선진버스에 양도되었으며, 이와는 별도로 2007년 2월에는 300번의 운영권을 선진여객으로 이양하였다.

### 강인여객과 인천시내버스 준공영제
인천시내버스 준공영제 추진위원회를 설립 준공영제 시행에 앞장서왔었고, 2009년 1월 30일 인천시내버스 준공영제 시행에 맞춰 112번 좌석버스의 노선은 과거 "연수구 동춘동-동인천-신현동-서구청(서부공단)" 구간을 연수구 동춘동-동인천-송림동으로 노선을 단축했었고, 306번 공항직행좌석버스도 서부공단으로 노선을 조정하였으며, 2009년 2월과 3월 사이에 미래교통, 철마교통, 청라교통을 분사하였다. 통합환승제가 시행되기 약 한달 전인 2009년 9월 15일에는 103번 노선을 연장, 분할하였다.
2006년 8월에는 환경부로부터 천연가스버스 최다보유 업체로 선정되어 환경부로부터 최우수상을 받았으며 총 12개(일반형 4개, 좌석형 8개)의 노선을 보유하고 있다.

## 보유중인 버스노선
2020년 12월 31일 기준.
| 운행노선 | 기점           | 주요 경유지 | 종점           | 배차간격 (분) | 인가 대수 | 비고                                     |
| -------- | -------------- | --- | -------------- | ------------- | --------- | ---------------------------------------- |
| 103      | 동춘동종점     | 나사렛국제병원, 남동인더스파크역, 도림동입구, 농산물센터, 길병원, 간석오거리, 동암역, 가정오거리, 백마장농협, 부평구청, 백마장농협, 루원시티, 남동공단                                                     | 상정중학교     | 9–11          | 28        |                                          |
| 103-1    | 십정동차고지   | 간석오거리역, 일신동행정복지센터, 송내역남부, 남동구청, 수산동, 호구포역, 동춘역, 나사렛국제병원, 동춘2동주민센터                                                                                          | 동춘동차고지   | 13–16         | 18        |                                          |
| 223      | 영종역         | 허브주유소, 원성골, 운남교차로, 중산교차로, 우미린1단지후문, 한라비발디, 신명스카이뷰, LH7단지, 한양수자인, 중산동, 경제자유구역청, 전소, 영종중학교, 운남동, 영정고등학교, 운서역, 공항초등학교, 롯데마트 | 인천국제공항T1 | 19–22         | 8         |                                          |
| 223A     | 율도선착장입구 | 풍림엑슬로타워, 린스트라우스, 중흥s클래스, 서부공단입구 | 인천국제공항T1 | 10            | 2         | 율도선착장입구~인천국제공항 2회 별도운행 |
| 급행91   | 동춘동차고지   | 캠퍼스타운역, 테크노파크역, 인천대입구역, 센트럴파크역, 송도달빛축제공원역, 남항교차로, 청라중앙호수공원입구, 청라센트럴에일린의뜰, 경명초등학교, 청라달튼외국인학교                                       | 청라국제도시역 | 28–32         | 6         |                                          |

### 폐지된 노선
- ● 49번: 만의골 (대공원후문) - 만수A단지 - 구월시장 - 인천시청 - 길병원 - 인천종합버스터미널 - 인천고4거리 - 신기촌4거리 - 제일시장 - 도화사거리 - 제물포역 - 숭의로터리 - 신흥로터리 - 동인천역 - 화평동 - 송현동 - 가좌공구상가 - 목재단지 - 원창동 (율도입구) (2000년 인천버스로 양도. 이후 용현운수로 양도 후 2003년 폐지)
- ● 101번: 검단 - 월미도 (1999년 폐지)
- ● 105번: 동춘동 - 연수구청 - 연수4단지(함박마을) - 청학동 - 송도역 - 대우전자 - 용현시장 - 숭의로터리 - 동인천역 - 재능대학 - 동부제강 - 거북시장 - 석남4거리 - 신현주공A - 가정오거리 - 효성4거리 - 대우자동차 - 부평여고 - 부평시장역 - 부평역 (2005년 10월 112번 노선에 통합)
- ● 105-1번 (1기노선): 동춘동 - 연수경찰서 - 남동공단 - 남동소방서 - 인천종합버스터미널 - 길병원 - 구산4거리 - 간석4거리 - 만수여중 - 인천대공원 - 인천중앙병원 - 송내역 (2000년 도시형버스 11번으로 형간전환)
- ● 105-1번 (2기노선): 동춘동 - 연수구청 - 연수4단지(함박마을) - 용담마을 - 문학터널 - 법원,검찰청 - 학익4거리 - 인하대학교 - 용현시장 - 숭의로터리 - 동인천역 (2004년 5월 1일 문학터널 개통과 동시에 105번에서 분리 신설되었으나 수요 저조로 2004년 하반기 폐지되었다.)
- ● 107번: 동춘동 - 가좌동 - 계산동 (1998년 폐지)
- ● 111-1번: 용현동 - 동인천 - 송림로터리 - 인천교 - 거북시장 - 신현주공 - 가정오거리 - 서구청 - 서부공단 - 화물터미널 - 인천국제공항 (2002년 하반기 동인천단축하면서 112번으로 변경)
- ● 133번: 연안부두 - 용현동 - 숭의동 - 주안동 - 구월동 - 만수동 (1999년 폐지)
- ● 135번: 동춘동 - 남동공단 - 인천종합버스터미널 - 주안동 - 십정사거리 - 산곡동 - 부평시장 - 굴포천 - 부평구청 - 대우자동차 - 청천동 - 효성동 (1999년 폐지)
- ● 301번: 왕산해수욕장 - 을왕리 - 용유동 - 덕교동 - 무의도입구 - 인천국제공항 - 김포공항 국제선(스카이시티) - 김포공항 국내선 - 송정역 - 발산역 - 발산2동 주민센터 - KBS 88체육관 - 하이웨이주유소 - 강서보건소 - 염창동(서울도시가스공사) - 당산역 - 영등포시장역 - 영등포역(신세계백화점) (2009년 10월 22일 폐지)
- ● 301-1번: 을왕해수욕장 - 왕산해수욕장 - 공항신도시 - 김포공항 국제선(스카이시티) - 김포공항 국내선 - 송정역 - 발산역 - 88체육관 - 강서보건소 - 염창동 - 당산역 - 영등포시장역 - 영등포역 (2008년 폐지)
- ● 305번: U.City(환승센터) - 해양경찰청 - 이안송도 - 인천대교 - 삼목사거리 - 풍림아파트 - 공항초등학교 - 운서역 - 메디컬사거리(2010년 5월 303번 노선에 통합)

### 타사에 양도된 노선
- ● 11번 → 부일운수로 양도.(이후 세운교통으로 사명 변경)
- ● 22번 → 용현운수로 양도. 이후 원진운수로 양도
- ● 46번 → 서해운수로 양도.(이후 신흥교통으로 사명 변경)
- ● 300번 → 선진여객으로 양도
- ● 700번, 701번 → 강화교통으로 양도
- ● 202번, 203번, 221번, 222번 → 영종운수로 양도
- ● 710번 → 세종고속으로 양도

## 차량
뉴 슈퍼 에어로시티로 운행한다.

## 갤러리

인천시내버스 103-1번
인천시내버스 103번
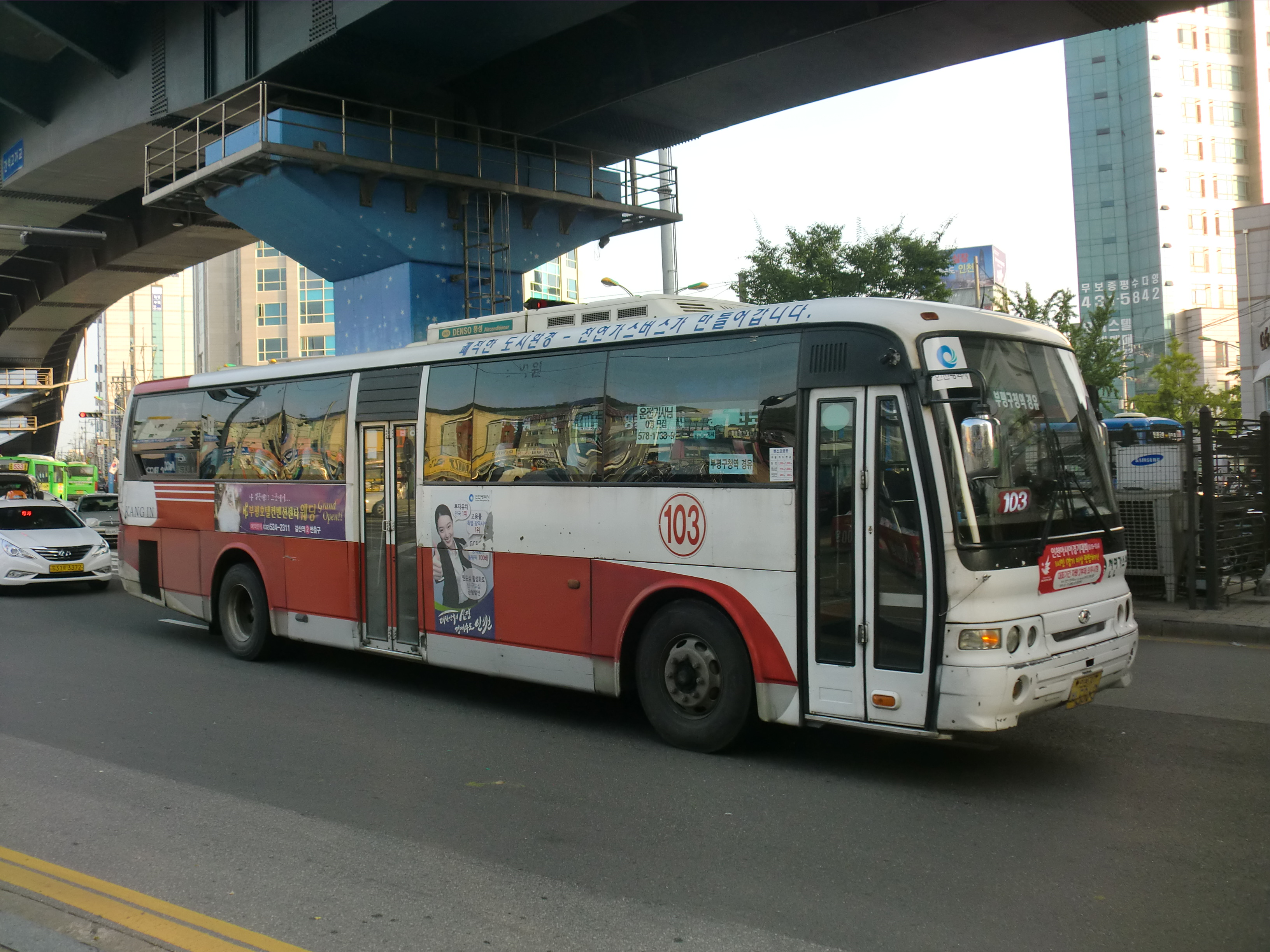
인천시내버스 103번
인천시내버스 111-2번
인천시내버스 111번
인천시내버스 303번

## 같이 보기
- 인천국제공항